# Desastre de Le Mans de 1955
L'anomenat desastre de Le Mans de 1955 (en anglès, 1955 Le Mans disaster) va ser un accident de trànsit que va tenir lloc l'11 de juny de 1955 durant la cursa de les 24 Hores de Le Mans al Circuit de la Sarthe, prop de Le Mans, que va causar almenys 82 morts (el pilot Pierre Levegh i 81 espectadors) i 120 ferits. Es tracta de l'accident més greu de la història de l'automobilisme.

## Dinàmica de l'accident

Reconstrucció esquemàtica de l'accident: Levegh (gris, núm. 20), Macklin (blau) i Hawthorn (verd) seguits de Fangio (gris, núm. 19).

L'accident va ser causat per la sortida de pista del Mercedes-Benz 300 SLR del francès Pierre Levegh. Se'n va poder reconstruir la dinàmica gràcies a la disponibilitat d'imatges televisives. A la recta principal de la pista, a dos quarts de set de la tarda, Levegh anava darrere del Jaguar D-Type del líder de la cursa, Mike Hawthorn, quan aquest va avançar, doblant-lo, l'Austin-Healey de Lance Macklin. Immediatament després de la maniobra, Hawthorn va frenar bruscament per tal de tornar a boxes, tombant a la dreta. Primer de tot, Macklin va intentar frenar mantenint-se al costat dret, però en la maniobra va acabar amb les rodes a la terra que hi ha al costat de la pista i va perdre el control del cotxe, que va començar a desviar-se cap a l'esquerra. Aleshores, Macklin va aconseguir recuperar el control del vehicle, però ara es trobava en la trajectòria del Mercedes de Levegh, que s'acostava a tota velocitat.
El cotxe de Levegh va topar a més de 250 km/h amb el de Macklin –que va fer de rampa–, va sortir disparat enlaire i es va estavellar contra la barrera que separava la pista de la tribuna, incendiant-se i esclatant; algunes peces del cotxe (el capó, l'eix anterior de les rodes i altres) van volar cap a la tribuna, caient violentament sobre els espectadors. L'accident va causar la mort del pilot i al voltant de 83 espectadors i va ferir-ne 120 més. Juan Manuel Fangio, que anava al darrere de Macklin i Levegh amb el seu Mercedes-Benz al moment de l'accident, va poder esquivar la topada pels pèls.
Malgrat l'incident, la cursa no es va interrompre i la va guanyar el causant de l'accident, Mike Hawthorn, que feia equip amb Ivor Bueb al volant del Jaguar. Segons les declaracions oficials dels organitzadors, es va prendre la decisió d'evitar que el públic en pànic abandonés el circuit, obstruint els carrers i dificultant així l'arribada de les ambulàncies.

## Conseqüències del desastre
Després de l'accident, moltes curses de la temporada es van cancel·lar, entre elles la Coppa Acerbo i els Grans Premis d'Alemanya, Espanya i Suïssa. Al final de la temporada, després de guanyar el campionat de Fórmula 1, Mercedes es va retirar de les curses com a mostra de respecte a les víctimes i no hi va tornar fins al 1987. L'accident va donar un fort impuls a la recerca de sistemes per fer els circuits més segurs tant per als espectadors com per als pilots.
Arran del desastre, Suïssa va prohibir les curses de cotxes al seu territori per llei fins al 2015, quan es va canviar la llei per a permetre només competicions amb vehicles elèctrics (l'e-prix de Zúric es va organitzar el 2018 i l'e-prix de Berna el 2019); a partir del 2022, la prohibició va ser revocada.
Als Estats Units, l'American Automobile Association, el club automobilístic més important del país, va decidir cloure totes les activitats esportives. Això va conduir al naixement de la USAC i la seva "confederació", juntament amb la NASCAR i la SCCA, a l'ACCUS, nascuda com a representant d'aquestes federacions a la Comissió Esportiva Internacional de la FIA.